# Maria Gabriela Llansol
Maria Gabriela Llansol Nunes da Cunha Rodrigues Joaquim (Lisboa, 24 de Novembro de 1931 - Sintra, 3 de Março de 2008), mais conhecida, simplesmente, como Maria Gabriela Llansol foi uma escritora e tradutora portuguesa.

## Biografia
Formada em Direito, que jamais exerceu, começa a publicar em 1962. Entre 1965-1984, viveu, em exílio, na Bélgica, onde deu início, com O livro das comunidades, a uma obra, com mais de 26 livros, de gênero inclassificável, como se lê na “Nota biográfica”, incluída na edição brasileira de Um falcão no punho:
Na literatura portuguesa contemporânea, a obra de Maria Gabriela Llansol destaca-se com um perfil avesso à representação dominante no romance e a todas as formas de ortodoxia. Escrito sob o signo da ruptura, o seu texto estrutura-se de forma não linear e não sequencial, gerando frequentemente fulgurações, ou “cenas-fulgor”, que traduzem a descontinuidade temporal, a preferência pelo fragmentário e a experiência da metamorfose e da vibração do Vivo originalmente postas em linguagem.
A experiência do encontro com a escrita llansoliana, e com a proposição que ela porta, se reflete na grande quantidade de produções acadêmicas, tais como trabalhos de conclusão de curso, dissertações de mestrado e teses doutorais – dedicadas à obra llansoliana - uma rápida busca no acervo da Biblioteca da UFMG, por exemplo, mostra que, desde 1997, foram cerca de 18 trabalhos realizados acerca da obra llansoliana.
Também pela quantidade de filmes, e outras produções artísticas, que nascem dessa experiência - por exemplo, o filme Redemoinho-poema, de Lucia Castello Branco e Gabriel Sanna.

## Sobre a escrita de Maria Gabriela Llansol
Conforme se lê na "Nota biográfica" dos Diários, publicados, no Brasil, pela Autêntica Editora, sua escrita se dá “nas margens da língua [...] e fora do universo institucional e mediático da ‘literatura’.
Ainda nessa nota, lemos, de Augusto Joaquim, seu esposo e companheiro da escrita e de vida: “o mundo a que esta autora se refere é o nosso mundo e, no nosso mundo, aos problemas de fundo que o fazem tal como ele é: lugar por onde passamos à procura de amor e de sentido”.
Tal afirmação coloca o texto de Llansol como uma experiência para além da adesão a verdades dadas de antemão, ou reservadas a uns poucos; pois, em carta a Eduardo Prado Coelho, lemos:
Desde sempre me tenho norteado pelo princípio do que o texto precisa de encontrar, não o leitor abstracto, mas o leitor real, aquele a que, mais tarde, acabei por chamar legente – que não o tome nem por ficção, nem por verdade, mas por caminho transitável.
Se caminho transitável, não ficção ou verdade, afirma Llansol, ainda na carta citada, é desejo desse “texto tentar abrir no real da política actos mais frequentes de dom poético, de compaciência pelos corpos que sofrem, e de alegria pelos que amam”, propondo, aos legentes, a possibilidade de ajudar “a viver melhor e com menos impostura”.
Assim, o texto de Maria Gabriela Llansol não pretende ser tão-somente como uma forma estética alheia à realidade, um puro experimentalismo. Ele se volta contra a impostura, e, por conseguinte, contra as ficções do mundo, e suas verdades. Como a ficção de que nos fala a autora na Carta ao legente, acerca dos "sem-terra" e daqueles que são desconsiderados pelos valores vigentes, os pobres:
Legentes da dor sem saber ler. Desprovidos de actos voluntários, nasceram com fome./ E está estabelecido pela ficção (que não o texto) do mundo que passarão fome.
E é nesse ponto de “companhias estelares”, dos “sem terra" e dos pobres, que o texto llansoliano se propõe como possibilidade de continuação de uma problemática:
Creio que os outros escritores “do meu ramo” já conhecidos ou ainda no começo, aqui e no Brasil, vão ter de pensar no modo como criar um espaço de vida, que não seja marginal a nada, mas um lugar real de escrita e de leitura.
Afinal, como ela mesma afirma em entrevista a João Mendes, em 1995, quando se trata da textualidade, não cabe pensar em hereditariedade, mas em “continuidade de problemática”. Problemática que, portanto, aponta para um caminho transitável e real: da escrita, da leitura e da vida, que, a partir do fulgor do texto, são vividas sem impostura, e são convite aberto.

## Prémios e Reconhecimento

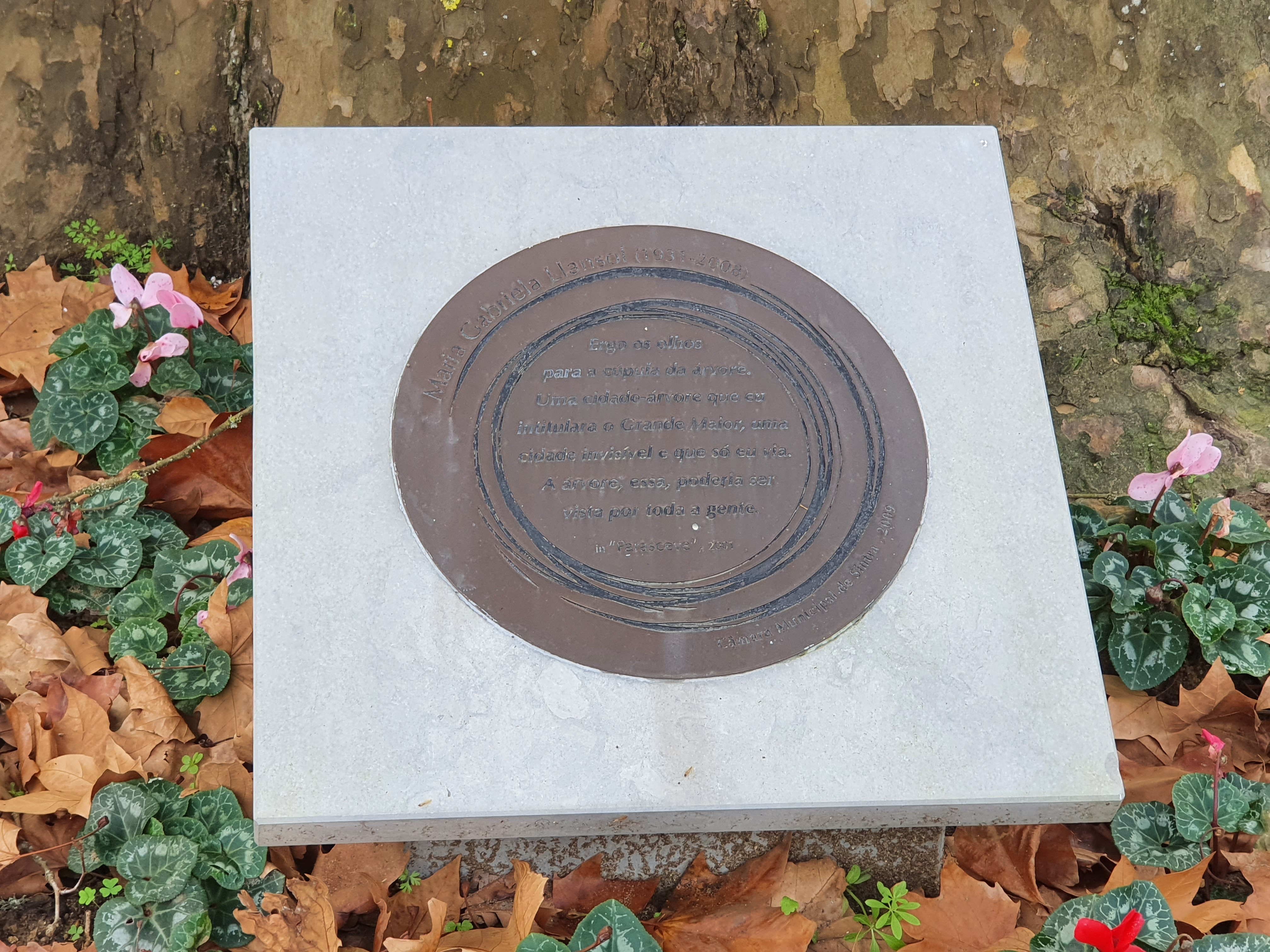
Homenagem a Maria Gabriela Llansol, pela Câmara Municipal de Sintra, em 2009

- Prémio Dom Dinis da Fundação Casa de Mateus do ano de 1985, por Um Falcão no Punho [7]
- Grande Prémio de Romance e Novela APE/IPLB da Associação Portuguesa de Escritores do ano de 1990, por Um Beijo Dado Mais Tarde [8]
- Grande Prémio de Romance e Novela APE/IPLB da Associação Portuguesa de Escritores do ano de 2006,  por Amigo e Amiga [8]
- A Câmara Municipal de Sintra homenageou-a com uma placa evocativa na Volta do Duche, junto do plátano que é referido como Grande Maior no seu livro Parasceve.[9][10]

## Obras Seleccionadas
Entre as suas obras encontram-se:
- 1962 - Os Pregos na Erva
- 1973 - Depois de Os Pregos na Erva

Geografia de Rebeldes
- 1977 - O Livro das Comunidades
- 1983 - A Restante Vida
- 1984 - Na Casa de Julho e Agosto

O Litoral do Mundo
- 1984 - Causa Amante
- 1986 - Contos do Mal Errante. Com posfácio de Manuel Gusmão
- 1988 - Da Sebe ao Ser

Outras obras
- 1990 - Amar um Cão
- 1990 - O Raio sobre o Lápis
- 1990 - Um Beijo Dado mais tarde
- 1993 - Hölder, de Hölderlin
- 1994 - Lisboaleipzig I. O encontro inesperado do diverso
- 1994 - Lisboaleipzig II. O ensaio de música
- 1998 - A Terra Fora do Sítio
- 1998 - Carta ao Legente
- 1999 - Ardente Texto Joshua
- 2000 - Onde Vais, Drama-Poesia?
- 2000 - Cantileno, com posfácio de Lucia Castello Branco
- 2001 - Parasceve. Puzzles  e Ironias
- 2002 - O Senhor de Herbais. Breves ensaios literários sobre a reprodução estética do mundo, e suas tentações
- 2003 - O Começo de Um Livro é Precioso
- 2003 - O Jogo da Liberdade da Alma
- 2006 - Amigo e Amiga. Curso de silêncio de 2004
- 2007 - Os cantores de leitura

Diários
- 1985 - Um Falcão no Punho. Diário I
- 1987 - Finita. Diário II
- 1996 - Inquérito às Quatro Confidências. Diário III

Publicações póstumas (Editadas pelo Espaço Llansol)
- 2009 - Livro de Horas I: Uma data em cada mão
- 2010 - Livro de Horas II: Um arco singular
- 2013 - Livro de Horas III: Numerosas Linhas
- 2014 - Livro de Horas IV: A palavra imediata
- 2015 - Livro de Horas V: O azul imperfeito
- 2018 - Livro de Horas VI: Herbais foi de Silêncio
- 2020 - Livro de Horas VII: O Sonho é um Grande Escritor
- 2022 - Livro de Horas VIII: Escrito nas Margens
- 2023 - Livro de Horas IX: Um Conjunto de Espirais (Colares, 1985-1990)

Publicações póstumas (Outras editoras)
- 2019 - Sintra em passo de pensamento
- 2020 - O Texto-Catarina

Traduções
- 1995 - Emily Dickinson, Bilhetinhos com Poemas (sob o pseudónimo de Ana Fontes)
- 1995 - Paul Verlaine, Sageza
- 1996 - Rainer Maria Rilke, Frutos e Apontamentos
- 1998 - Rimbaud, O Rapaz Raro
- 1999 - Teresa de Lisieux, O Alto Voo da Cotovia
- 2001 - Apollinaire, Mais Novembro do que Setembro
- 2002 - Paul Éluard, Últimos Poemas de Amor
- 2003 - Charles Baudelaire, As Flores do Mal [14]